# Danger Patrol
Danger Patrol (no Brasil, Heróis Sem Glória) é um filme dos Estados Unidos de 1937, dos gêneros drama e romance, dirigido por Lew Landers, com roteiro escrito por Sy Bartlett, baseado em uma história de Hilda Vincent e Helen Vreeland.